# Марсианская мистификация
Марсианская мистификация (англ. Mars hoax) — мистификация 2003 года, изначально распространявшаяся по e-mail. В ней утверждалось, что 27 августа 2003 года, при взгляде невооружённым глазом, Марс будет выглядеть больше полной Луны. Впоследствии, с 2005 по 2016 годы, данная мистификация ежегодно воспроизводится в различных социальных сетях и другими способами. В её основе лежит ошибочное и преувеличенное понимание первоначального сообщения, говорившего о том, что в 2003 году расстояние между Марсом и Землей составит 55 758 006 километров — наименьшее расстояние с 24 сентября 57 617 года до нашей эры, когда расстояние между планетами составило 55 718 000 километров.

## Введение
Эллиптические орбиты движения Земли и Марса вокруг Солнца находятся примерно в одной плоскости. Дистанция между планетами варьируется от минимума составляющего расстояние между планетами в момент их противостояния, до максимума когда планеты находятся на противоположных от Солнца сторонах. Данные минимум и максимум зависят от текущего положения планет на их орбитах и наблюдаются каждые 780 дней. В 2003 году Марс вошел в оппозицию Земле на наименьшем с 57 617 года до нашей эры расстоянии. Повторно подобное сближение планет можно будет наблюдать лишь в 2287 году или ещё позднее. Другая оппозиция произошла 30 октября 2005 года, но расстояние между планетами было примерно на 25 % больше чем в 2003 году и, соответственно, меньшим был видимый диаметр Марса. Звездная величина составила −2.3, то есть около 60 % от того, что было в 2003 году.

## Происхождение
Марсианская мистификация происходит из e-mail 2003 года, озаглавленного «Mars Spectacular» и включающего изображение Марса рядом с полной луной. Хотя e-mail был корректен сам по себе, исходная фраза «при увеличении всего в 75 раз, Марс будет выглядеть больше, чем полная Луна при взгляде невооруженным глазом» (англ. «At a modest 75-power magnification Mars will look as large as the full moon to the naked eye») часто цитировалась с разрывом строки в середине этого предложения. Это заставляло некоторых читателей воспринимать «Марс будет выглядеть больше, чем полная Луна при взгляде невооружённым глазом» как отдельное предложение, тогда как имелось в виду, что Марс, увеличенный в 75 раз, будет выглядеть больше, чем Луна без увеличения.
С точки зрения науки, очевидно, что Марс, в нормальных условиях выглядящий лишь точкой на небе, не может вдруг стать больше, чем Луна. Если бы Марс приблизился на расстояние, достаточное для подобного события, его гравитация произвела бы катастрофический эффект. Марс имеет примерно вдвое больший, чем Луна, диаметр. А значит, чтобы иметь тот же видимый размер, он должен находиться на расстоянии вдвое большем, чем Луна. Имея в девять раз большую массу, он воздействовал бы на Землю своей гравитацией примерно вдвое сильнее, чем Луна.

## Повторные появления
После 2003 года мистификация всплывала много раз и возможно продолжит всплывать вновь, вечно предвещая близкое сближение Земли и Марса. Тем не менее, все эти сообщения некорректны. Единственное рекордное сближение планет было в 2003 году и следующее произойдет только в 2018 и 2035 году или позже.